# Archaphorura
Archaphorura är ett släkte av urinsekter. Archaphorura ingår i familjen blekhoppstjärtar.
Släktet innehåller bara arten Archaphorura serratotuberculata.